# Chrysopilus nobilipennis
Chrysopilus nobilipennis är en tvåvingeart som beskrevs av Frey 1954. Chrysopilus nobilipennis ingår i släktet Chrysopilus och familjen snäppflugor.
Artens utbredningsområde är Filippinerna. Inga underarter finns listade i Catalogue of Life.